# Чёрный Цезарь
Чёрный Цезарь (Black Caesar) (умер в 1718 г.) — африканский пират XVIII в. В течение почти десяти лет грабил суда из Флорида-Кис, а позже служил в команде Капитана Чёрная Борода на борту «Мести королевы Анны». Был среди выживших и плененных членов экипажа Чёрной Бороды после его смерти в 1718 г. от рук лейтенанта Роберта Мэйнарда. В его честь назван Цезарс-Рок, один из трех островов к северу от Ки-Ларго, место его укрытия.

## Биография
По традиционной легенде, Чёрный Цезарь был знаменитым африканским военным вождем. Широко известный своим «огромным размером, великой силой и острым умом», он долго избегал захвата работорговцами. В итоге его пленили, заманив вместе с двадцатью воинами на корабль работорговца. Показав им часы, торговец сказал, что на борту корабля еще больше товаров, которые «слишком тяжелы и слишком многочисленны, чтоб вынести их на берег». На борту торговец соблазнял их пищей, музыкальными инструментами, шелковыми платками и драгоценностями, в то время, как его люди подняли якорь и медленно отплыли. Когда Цезарь понял, что происходит, он со своими людьми попытался атаковать похитителей, но были оттеснены хорошо вооруженными матросами с мечами и пистолями. Хотя у него и его воинов заняло много времени принять своё пленение, в итоге он стал принимать пищу и воду — у единственного матроса, с которым подружился на корабле.
Когда они приблизились к побережью Флориды, внезапно разразился шторм, угрожающий разбить корабль о Флоридский риф. В виду неизбежного крушения, этот матрос, проскользнул на нижнюю палубу и освободил Цезаря. Затем эти двое загнали капитана и команду в угол, вероятнее всего, при помощи пистолей, и сели на один из баркасов с боеприпасами и провиантом. Ветер и волны вынесли их на берег, где они переждали шторм, по-видимому, единственные выжившие с корабля.
Вскоре при помощи шлюпки они начали заманивать проходящие мимо суда, которые останавливались, чтобы оказать помощь. Выдавая себя за потерпевших кораблекрушение, они подплывали к судну, предлагающему им помощь. Приблизившись к кораблю, они выхватывали ружья и требовали провианта и боеприпасов, угрожая потопить судно в случае отказа. Они продолжали эту уловку несколько лет и накопили значительное количество сокровищ, который зарыли на Эллиотт-Ки. Однако через некоторое время они поссорились из-за молодой женщины, которую они похитили с одного из кораблей. Цезарь убил своего давнего друга на дуэли и взял женщину себе.
Со временем он набрал себе больше пиратов, и вскоре мог нападать на корабли в открытом море. Экипаж часто избегали захвата, скрываясь в Цезарс-Крик и других бухтах между Эллиот-Ки и Олд-Родес-Ки и на мангровых островах. Они пропускали прочные веревки через кольцо, врезанное в скалу, опрокидывали лодку и держали её в воде, пока не уходил патрульный корабль и не миновали другие опасности. Также они могли опускать мачту и топить корабль на мелководье, позднее перерезая веревку или откачивая воду, чтобы корабль всплыл. Считается, что он со своими людьми зарыли на острове 26 слитков серебра, хотя никаких кладов там так и не обнаружили.
По-видимому, на острове имелся гарем, состоящий по меньшей мере из ста женщин, изъятых с проходящих судов, а также тюрьма, где он держал в каменных хижинах пленников в надежде на выкуп. Покидая остров, чтобы пойти в рейд, он не оставлял им никакой провизии, и многие в итоге умирали от голода. По слухам, несколько детей бежали из плена, жили, питаясь ягодами и моллюсками, и образовали свой язык и обычаи. Это общество пропавших детей породило местное суеверие, что остров населен призраками.
В начале XVIII в. Цезарь покинул залив Бискейн, чтобы присоединиться к Чёрной Бороде в его грабежах американских кораблей, и служил лейтенантом на его флагмане «Месть королевы Анны». В 1718 году, после смерти Чёрной Бороды в битве с лейтенантом Робертом Мейнардом на острове Окракоке, он попытался поджечь пороховой склад, согласно уговору с ним. Однако Цезаря остановил один из пленников, сбившим его с ног, когда он готовился поджечь дорожку из пороха, ведущую к складу. Они боролись на нижней палубе, до тех пор, пока несколько моряков Мэйнарда не смогли его сдержать. Взятый в плен Виргинскими колониальными властями, он был осужден за пиратство и повешен в Уильямсберге.

## В популярной культуре
- Потомки Цезаря и его команды изображены в романе 1922-го г. «Клан Чёрного Цезаря» Альберта Пейсона Теруна, где описаны люди, живущие близ Цезарс-Крик, и отпугивающие искателей сокровищ Цезаря.
- Чёрный Цезарь изображен в фильме 2006-го г. «Чёрная Борода» актером Кристофером Клайд-Гринасом как боцман на корабле Чёрной Бороды.